# Thierry Dassault
Pour les articles homonymes, voir Dassault.
Thierry Dassault, né le 26 mars 1957 à Neuilly-sur-Seine, est un investisseur et entrepreneur milliardaire français. Il est le fils de Serge Dassault, et petit-fils de Marcel Dassault. Fondateur, en 2006, de la structure d'investissement TDH (Thierry Dassault Holding), il est actuellement président du conseil de surveillance et directeur général délégué du Groupe industriel Marcel Dassault.
Le magazine Forbes le classe 361e fortune mondiale en 2020, à égalité avec ses deux frères et sa sœur avec environ 5 milliards d'euros chacun, l'une des premières fortunes françaises.

## Biographie

### Origines et formation
Né le 26 mars 1957 à Neuilly-sur-Seine, il est le fils de Serge Dassault, et petit-fils de Marcel Dassault. Ses frères sont Olivier Dassault et Laurent Dassault, sa sœur Marie-Hélène Habert.
À la suite de l'obtention de son baccalauréat économique et après avoir travaillé sur quatre longs métrages en tant qu'assistant (Gloria de Claude Autant-Lara, Le Maestro de Claude Vital, Mort d'un pourri de Georges Lautner et L'Hôtel de la Plage de Michel Lang), Thierry Dassault effectue son service militaire à l'ECPAD.

### Carrière avant TDH
En 1979, il devient responsable des équipements civils pour l’électronique Serge Dassault au Brésil durant deux ans avant de créer et assurer la direction d'une société de systèmes d'alarme de 1982 à 1984.
Thierry Dassault se tourne en 1985 vers les films publicitaires et institutionnels qu'il va produire et réaliser jusqu'en 1993 au sein de la société Claude Delon Productions.
En 1994, il rejoint le groupe familial et prend la tête de Production Marcel Dassault qui devient en 1998 Dassault Multimédia,. Dassault Multimédia détient alors des parts dans diverses entreprises telles que Infogrames, Gemplus, Infonie, BFM, CdandCo, Net2one, Emme et Welcome Real-time (en). À titre personnel, il investit dans la société de vente de livres anciens en ligne Chapitre.com qui est vendue à France Loisirs en 2007.
En 2004, il a été le fédérateur de la société Keynectis, devenue OpenTrust en septembre 2013 puis IDnomic en février 2016, il a assuré la présidence depuis l’origine. IDnomic fournit des services de certification électronique et de sécurité, utilisés pour l’identification numérique de personnes, de terminaux ou d’objets connectés. La société a été vendue au Groupe Atos le 30/09/2019.

### TDH
Fin 2006, Thierry Dassault crée Thierry Dassault Holding (TDH), structure d’investissements dans les technologies émergentes et les secteurs de niche, qui détient des participations dans Aquarelle, Bernardaud, Blablacar, Coravin, Halys, La Maison, L Capital, Qista, Scarcell, Wallix Group et YouScribe.

## Fonctions actuelles
- Président du conseil de surveillance et directeur général délégué du groupe industriel Marcel Dassault
- Président du conseil de surveillance du Rond-Point Immobilière
- Président de Dassault Immobilier Canada inc.
- Investisseur via TDH

Il siège aux conseils de Dassault Médias (Le Figaro), Particulier et Finances Editions, Dassault Belgique Aviation, Halys, Immobilière Dassault, Royal Hotel Gstaad Palace, Artcurial, CDEFQ (Cercle des Dirigeants d’Entreprise Franco-Québécois) et Wallix Group.
Il est également vice-président de la Fondation du Rein, et membre des conseils d'administration de la Fondation Serge Dassault et de l'Association pour la recherche sur Alzheimer.

## Distinctions
- Officier de la Légion d'honneur (décret du 31 décembre 2021).
  - Chevalier le 16 mars 2005.
- Président de la 58e session nationale de l'Institut des hautes études de la défense nationale (IHEDN).
- Colonel de l'armée de l'air au titre de la Réserve Citoyenne[8].